# 325
325 је била проста година.

## Догађаји
- 1. април – Престолонаследник Ченг од Ђина, 4 године, наследио је свог оца Минга од Ђина на месту цара из династије Источни Ђин. Током његове владавине, углавном су га саветовали регенти, његов ујак Ју Лианг и високи званичници.
- 20. мај — У данашњем Никеји (Изник) почео је са радом Никејски сабор, први васељенски сабор у историји хришћанства. Никејски Символ вере, усвојен 19. јуна, проглашава да су чланови Тројства (Отац, Син и Свети Дух) једнаки. Сабор одлучује да се Васкрс празнује прве недеље после првог пуног месеца после пролећне равнодневице. Арије је осуђен за јерес и прогнан у Илирију.
- 25. август — У Никеји је завршен Први васељенски црквени сабор, који је сазвао римски цар Константин Велики.

- Германски и сарматски походи Константина: Цар Константин лично обезбеђује сигурност дунавске границе победивши савез Гота, Вандала и Сармата.
- Константин је свргнуо цареве Лицинија и Мартинијана погубљене у Солуну и Кападокији због завере и подизања трупа против њега.
- Константин забрањује да се злочинци приморавају да се боре до смрти као гладијатори.

## Смрти
- Википедија:Непознат датум — Свети Митрофан - хришћански светитељ и први цариградски патријарх.